# Iglesia de Nuestra Señora del Carmen (Lima)
La iglesia y monasterio de Nuestra Señora del Carmen es un conjunto arquitectónico de carácter religioso y de origen colonial en el centro histórico de Lima, en la ciudad de Lima, capital del Perú. Está situada en los jirones Huánuco y Junín, en la zona colonial de Barrios Altos. El primer edificio data del siglo XVII. Desde entonces la estructura la estructura ha sufrido múltiples cambios, muchos de ellos debidos a los sismos que se han registrado en la historia de Lima. La fachada actual es de estilo rococó.

## Historia
En el lugar que hoy ocupa el templo se fundó a principios del siglo XVII un recogimiento para niñas pobres denominado Nuestra Señora del Carmen. En 1625 accedió a la calidad de monasterio, y en 1643 se inaugura el Monasterio de las Carmelitas o de Nuestra Señora del Carmen Antiguo o Alto.
Los terremotos han ocasionado graves daños. Los de 1687 y 1940 supusieron cambios importantes en su planta.

## Arquitectura y arte religioso
Del edificio de 1645 se mantiene el primer nivel del claustro. En sus inicios el templo tuvo una planta gótica isabelina, pero tras el terremoto de 1687 se modificó a una de cruz latina. Este se caracterizaba por sus capillas hornacinas y un transepto corto, así como pilastras y ménsulas con barandas en los muros para sustentar con lunetos los arcos fajones de las bóvedas de medio cañón.
En su interior tiene dos coros: uno alto y otro bajo.
La Virgen del Carmen que alberga en su interior ha recibido condecoraciones como Reina y Patrona del Criollismo, Alcaldesa de Lima y custodia de las llaves de la Ciudad, Medalla de Honor del Congreso del Perú: Grado Gran Cruz, entre otros.

## Misas y visitas
La iglesia se puede visitar desde las 9 hasta las 11 de la mañana, y desde las 4 hasta las 5 y 30 de la tarde. Las misas se dan de lunes a sábado a las 7 de la mañana y los domingo también a las 10 de la mañana y 7 de la noche.
También se ofrece misas de la Hermandad Virgen del Carmen, cada segundo domingo a las 11 de la mañana y misas de la hermandad de los niños, cada cuarto domingo, a la misma hora. En el mes de julio se realizan misas en honor a la Virgen del Carmen.
En la iglesia también se pueden adquirir algunas piezas de arte religioso y dulces elaborados por las hermanas carmelitas.

## Galería

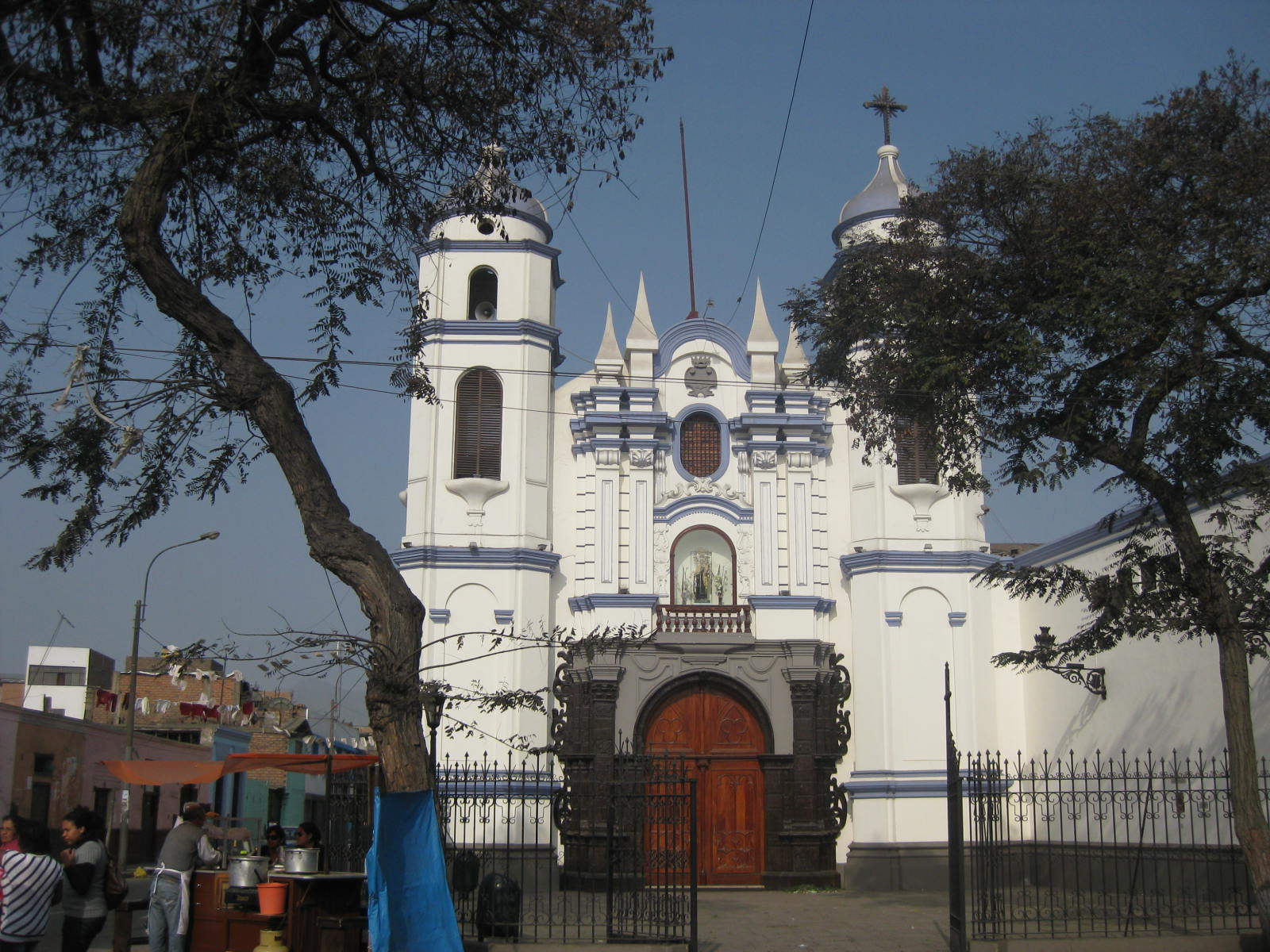
El templo y su atrio
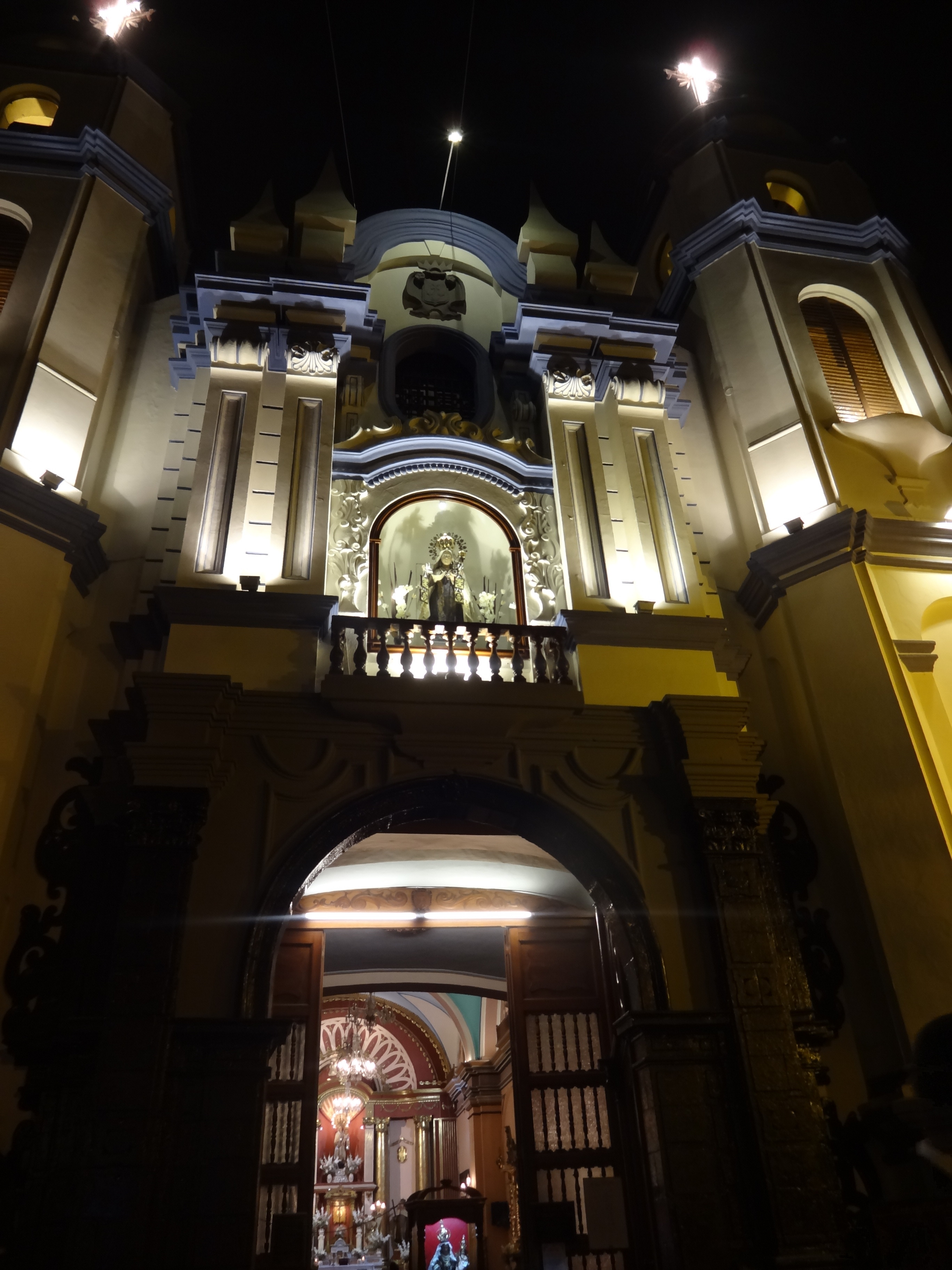
Iluminación nocturna